# Pungguk Ketupak
Pungguk Ketupak is een bestuurslaag in het regentschap Bengkulu Tengah van de provincie Bengkulu, Indonesië. Pungguk Ketupak telt 331 inwoners (volkstelling 2010).